# Vows
Vows é o álbum de estreia da artista neozelandesa Kimbra, lançado pela Warner Bros. Records entre os dias 29 de agosto e 2 de setembro de 2011, inicialmente apenas na Nova Zelândia e na Austrália, e em 22 de maio de 2012 nos Estados Unidos e no Reino Unido pela mesma gravadora. Com produção de François Tétaz e M-Phazes, o disco foi gravado entre 2008 e 2011, sendo a versão norte-americana e europeia gravada até o ano de 2012. Kimbra deu início ao projeto aos dezesseis anos de idade, quando assinou o primeiro contrato de sua carreira e começou a compor profissionalmente. Em 2011, após uma aparição no single de sucesso em nível mundial "Somebody That I Used to Know", do cantor e compositor de indie pop Gotye, a cantora tornou-se mundialmente reconhecida, vindo a assinar um novo contrato publicitário, desta vez com a Warner Bros. Records, que lhe permitiu o lançamento de seu álbum por todo o planeta.
Seis singles foram oficialmente lançados por Kimbra para promover Vows, são eles: "Settle Down", "Cameo Lover", "Good Intent", "Warrior", "Two Way Street" e "Come Into My Head". "Settle Down" atingiu a 37ª colocação da RIANZ Singles Chart e a 15ª posição da RIANZ NZ Artists Singles Chart. "Good Intent" chegou ao 98º posto da ARIA Singles Chart, enquanto "Warrior" atingiu o 22º lugar da RIANZ Singles Chart e a 1ª colocação da RIANZ NZ Artists Singles Chart, tornando-se a canção de maior pico da artista em sua carreira solo em ambas as paradas.
Logo após seu lançamento, Vows foi muito bem recebido pela crítica especializada. Registrou uma média de 72 pontos em 100 de aprovação no agregador de resenhas Metacritic, e obteve elogios por parte dos vocais de sua intérprete. No campo comercial, o álbum obteve um êxito moderado. Na Oceania, estreou na 5ª posição da ARIA Albums Chart e o 3º lugar da RIANZ Albums Chart, vindo mais tarde a subir até o 4º lugar da parada da Australian Recording Industry Association (ARIA). No mercado internacional, o disco obteve como posição de pico o 14º lugar da Billboard 200, também atingindo a 23ª colocação das paradas do Canadá e da Polônia. Na Austrália e na Nova Zelândia, o álbum obteve discos de platina por suas vendas, indicando um total de 70 mil unidades comercializadas no primeiro e 15 mil no segundo. O álbum ainda apareceu nas paradas musicais da Bélgica e dos Países Baixos, ficando entre os 150 discos mais vendidos.
A promoção de Vows foi realizada através de uma turnê realizada por Kimbra que percorreu a Oceania e a América do Norte, e através de apresentações em programas televisivos diversos. O trabalho da artista no disco foi reconhecido através de algumas premiações, como a APRA Music Awards e a ARIA Awards, onde foi premiada pelo trabalho no single "Cameo Lover".

## Antecedentes e desenvolvimento
| |  |  |
| Kimbra citou as cantoras Björk (esquerda) e Camille (direita) como algumas de suas influências musicais no processo de produção de Vows. |  |  |

Kimbra demonstrou interesse pela música muito cedo, aos dez anos de idade, quando começou a compor suas primeiras canções por conta própria. Aos doze anos, ela aprendeu a tocar guitarra e aos quatorze, conquistou o 2º lugar em uma competição musical escolar de nível nacional, conhecida como Rockquest. Três anos depois, durante uma apresentação em um bar na qual interpretou a canção "Simply on My Lips", a artista foi vista pelo músico e produtor musical britânico Mark Richardson, que ofereceu a ela um contrato com sua recém-fundada gravadora, a Forum 5. Kimbra assinou o contrato com o selo e mudou-se de sua cidade natal Hamilton, na Nova Zelândia para a cidade de Melbourne, na Austrália. Por não possuir parentes ou amigos vivendo no local, a estadia da cantora acabou sendo paga pelo próprio Richardson, que propôs que ela conhecesse a cidade, assistisse as apresentações de algumas bandas locais e conhecesse alguns músicos que poderiam vir a colaborar no processo de criação do álbum. Kimbra seguiu o conselho do produtor e acabou conhecendo os produtores François Tétaz e M-Phazes, que vieram a colaborar na produção de diversas faixas da obra. A artista declarou que o trabalho com os produtores fizeram-a "abrir sua mente musicalmente para além do soul e do hip-hop".
Durante o processo de produção em parceria com Tétaz, Kimbra desenvolveu um estilo musical diferente do que estava habituada a fazer. Ela declarou: "Meu produtor, François Tétaz, ajudou-me a visualizar o álbum como um filme. A cena de abertura, o clímax, a crise e os créditos no final... Eu adorei a ideia". Algum tempo depois, a cantora ganhou de Richardson um programa de computador conhecido como Pro Tools, cuja função principal é o auxílio na mixagem de áudio digital. Kimbra trabalhou com o equipamento na composição das canções inclusas em Vows, e declarou que o trabalho com o programa ajudou-a a adquirir uma nova visão para os métodos de composição, tirando-a de sua "zona de conforto". O trabalho com a ferramenta também ajudou-a a trabalhar melhor seus vocais, cujas melhores foram inspiradas nos trabalhos de artistas e grupos musicais como Jeff Buckley, The Mars Volta, Björk, Jamie Lidell e Camille Dalmais, que segundo ela, foram responsáveis por sua tendência de "ouvir música de uma maneira diferente".
|                                                    | "Settle Down" Demonstração de "Settle Down", faixa derivada do indie pop e da música jazz que foi comparada a alguns dos trabalhos das cantoras Björk e Nina Simone. |
| Problemas para escutar este arquivo? Veja a ajuda. | |

Em junho de 2010, Kimbra lançou seu primeiro single pela Forum 5, a canção "Settle Down", escrita por ela aos dezesseis anos e finalizada cerca de três anos depois por Tétaz. A faixa ganhou visibilidade na mídia depois que o blogueiro estadunidense Perez Hilton comentou sobre ela em sua página, afirmando: "Se você gosta de Nina Simone, Florence & The Machine e/ou Björk, então nós acreditamos que você também irá curtir Kimbra - sua música nos faz lembrar dessas senhoritas ardentes!". A faixa veio a se destacar apenas nas paradas da Nova Zelândia, sem aparecer entre o ranking das mais executadas em nenhum outro país. No final do mesmo ano, o grupo de música indie e eletrônica Miami Horror lançou o single "I Look to You", em parceria com Kimbra. A faixa não apareceu em nenhuma das paradas musicais ao redor do mundo. No início do ano seguinte, 2011, a canção "Cameo Lover" (presente em Vows) foi indicada como uma das finalistas da Vanda & Young Songwriting Competition, competição realizada na Austrália que premia as melhores composições do ano, vindo eventualmente a ser nomeada a canção vitoriosa. Isso fez com que a canção fosse mais tarde selecionada como o segundo single do disco.
Em junho, a cantora assinou um contrato de nível mundial com a Warner Bros. Records, e no mês seguinte, participou do single "Somebody That I Used to Know", lançado pelo cantor e compositor de indie pop Gotye como parte da promoção do álbum Making Mirrors. A canção tornou-se um sucesso em nível mundial, atingindo a liderança das paradas musicais de inúmeros países e elevando o nome de ambos os artistas a nível mundial. Isso ajudou a promover o lançamento de Vows, que chegou as lojas meses depois e teve um desempenho comercial favorável em diversos países. O álbum foi lançado originalmente em uma versão contendo 11 canções, escolhidas dentre cerca de 30 a 40 faixas produzidas para ele (das quais 15 chegaram a fase final de criação).

## Lista de faixas
| N.º            | Título                                                 | Compositor(es)                 | Produtor(es)                                                     | Duração |  |
| 1.             | "Settle Down"                                          | Kimbra Johnson, François Tétaz | F Tétaz, M-Phazes                                                | 4:17    |  |
| 2.             | "Cameo Lover"                                          | K Johnson                      | K Johnson, M-Phazes, Ryan Ritchie, Jimi Maroudas, Michael Tayler | 4:02    |  |
| 3.             | "Two Way Street"                                       | K Johnson, F Tétaz             | K Johnson, F Tétaz                                               | 4:28    |  |
| 4.             | "Old Flame"                                            | K Johnson, F Tétaz             | K Johnson, F Tétaz                                               | 4:27    |  |
| 5.             | "Good Intent"                                          | K Johnson, F Tétaz             | F Tétaz                                                          | 3:32    |  |
| 6.             | "Plain Gold Ring"                                      | George Stone                   | F Tétaz                                                          | 4:02    |  |
| 7.             | "Call Me"                                              | K Johnson, Mark Landon         | M-Phazes, K Johnson, Michael Tayler, Hotae Jang                  | 4:34    |  |
| 8.             | "Limbo"                                                | K Johnson                      | K Johnson, Michael Tayler                                        | 3:51    |  |
| 9.             | "Wandering Limbs" (featuring Sam Lawrence)             | K Johnson                      | K Johnson, Michael Tayler                                        | 5:26    |  |
| 10.            | "Withdraw"                                             | K Johnson                      | K Johnson, Jimi Maroudas, Michael Tayler                         | 4:06    |  |
| 11.            | "The Build Up"                                         | K Johnson, F Tétaz             | F Tétaz                                                          | 5:01    |  |
| 12.            | "Somebody Please" (hidden track after 1:00 of silence) | K Johnson                      |                                                                  | 2:20    |  |
| Duração total: | Duração total:                                         | Duração total:                 | Duração total:                                                   | 50:09   |  |

| iTunes deluxe version bonus tracks |                                                 |         |  |
| N.º                                | Título                                          | Duração |  |
| 13.                                | "Settle Down" (M-Phazes Remix)                  | 5:19    |  |
| 14.                                | "Cameo Lover" (Sam Sparro & Golden Touch Remix) | 5:01    |  |
| 15.                                | "Settle Down" (video)                           | 4:09    |  |
| 16.                                | "Cameo Lover" (video)                           | 4:09    |  |

| Special edition bonus DVD "Live at Sing Sing Studios" |                   |         |  |
| N.º                                                   | Título            | Duração |  |
| 1.                                                    | "Good Intent"     |         |  |
| 2.                                                    | "Settle Down"     |         |  |
| 3.                                                    | "Two Way Street"  |         |  |
| 4.                                                    | "Plain Gold Ring" |         |  |
| 5.                                                    | "Cameo Lover"     |         |  |

| Australian Tour Edition/New Zealand Deluxe Edition bonus disc |                                              |         |  |
| N.º                                                           | Título                                       | Duração |  |
| 1.                                                            | "Come Into My Head"                          | 4:39    |  |
| 2.                                                            | "Something In The Way You Are"               | 4:23    |  |
| 3.                                                            | "Sally I Can See You"                        | 3:58    |  |
| 4.                                                            | "Posse"                                      | 5:07    |  |
| 5.                                                            | "Home"                                       | 3:04    |  |
| 6.                                                            | "Warrior" (featuring Mark Foster and A-Trak) | 4:16    |  |
| Duração total:                                                | Duração total:                               | 25:27   |  |

| U.S. Edition   |                                                      |         |  |
| N.º            | Título                                               | Duração |  |
| 1.             | "Settle Down"                                        | 4:02    |  |
| 2.             | "Something In The Way You Are"                       | 4:23    |  |
| 3.             | "Cameo Lover"                                        | 4:03    |  |
| 4.             | "Two Way Street"                                     | 4:20    |  |
| 5.             | "Old Flame"                                          | 4:30    |  |
| 6.             | "Good Intent"                                        | 3:32    |  |
| 7.             | "Plain Gold Ring (Live)"                             | 4:32    |  |
| 8.             | "Come Into My Head"                                  | 4:39    |  |
| 9.             | "Sally I Can See You"                                | 3:58    |  |
| 10.            | "Posse"                                              | 5:07    |  |
| 11.            | "Home"                                               | 3:04    |  |
| 12.            | "The Build Up"                                       | 5:06    |  |
| 13.            | "Warrior" (Bonus Track)                              | 4:16    |  |
| 14.            | "Wandering Limbs" (Hidden track on CD after Warrior) | 5:26    |  |
| Duração total: | Duração total:                                       | 60:50   |  |

## Desempenho e certificações
| Tabela (2011/2012)                               | Melhor posição |
| ------------------------------------------------ | -------------- |
| Austrália - Australian Albums Chart              | 4              |
| Bélgica - Belgian Albums Chart (Flanders)        | 137            |
| Bélgica - Belgian Albums Chart (Wallonia)        | 186            |
| Canadá - Canadian Albums Chart                   | 24             |
| Países Baixos - Dutch Albums Chart               | 95             |
| Nova Zelândia - New Zealand Albums Chart         | 3              |
| Nova Zelândia - New Zealand Artists Albums Chart | 1              |
| Polónia - Polish Albums Chart                    | 23             |
| Estados Unidos - Billboard 200                   | 14             |

| País / Provedor       | Certificações |
| --------------------- | ------------- |
| Austrália / ARIA      | Platina       |
| Nova Zelândia / RIANZ | Platina       |